# Nyssia harrisoni
Nyssia harrisoni är en fjärilsart som beskrevs av Harrison 1910. Nyssia harrisoni ingår i släktet Nyssia och familjen mätare. Inga underarter finns listade i Catalogue of Life.